# マジすか学園シリーズ
『マジすか学園シリーズ』（マジすかがくえんシリーズ）は、AKB48、およびその姉妹グループが主演する学園ドラマのシリーズである。シリーズ第1作から第3作まではテレビ東京製作、第4作以降（0を含む）は日本テレビ製作。
2015年、2016年、2018年には舞台化作品が上演された。
タイトルに「学園」とある通り、シリーズを通じて主な舞台となるのはヤンキー高校である「マジすか学園」こと馬路須加女学園だが、第3作は「刑務所」、第6作は「キャバクラ」、第7作は男女共学のヤンキー校ではない「嵐ヶ丘学園」が主な舞台となっている。第3作と第7作は独立色が強く共通のキャラクターが存在しない。それ以外のシリーズでは同一キャラクターでも以前の設定が破棄・変更されている、もしくは曖昧になっていることが多く、シリーズを通して明確にストーリーが繋がっているわけではない。

## シリーズ一覧
連続ドラマ
1. マジすか学園（シリーズ第1作、2010年1月 - 3月、全12話） - 主演：前田敦子
2. マジすか学園2（2011年4月 - 7月、全12話） - 主演：前田敦子
3. マジすか学園3（2012年7月 - 10月、全12話） - 主演：島崎遥香[1][2]
4. マジすか学園4（2015年1月 - 3月、全10話） - 主演：宮脇咲良・島崎遥香[3][4]
5. マジすか学園5（2015年8月 - 10月、全12話） - 主演：島崎遥香[注 1]
6. キャバすか学園（2016年10月 - 2017年1月、全10話） - 主演：宮脇咲良[6]
7. マジムリ学園（2018年7月 - 9月、全10話） - 主演：小栗有以[7]

単発ドラマ
- マジすか学園0 木更津乱闘編（2015年11月29日、単発1話） - 出演：HKT48・氣志團[8]

## 放送局
シリーズ第1作『マジすか学園』から第3作『マジすか学園3』までは、テレビ東京系列のドラマ24枠で放送された。
シリーズ第4作『マジすか学園4』以降は、日本テレビ系列などで放送された。
詳細は、各作品の記事ページを参照。

## 舞台

### マジすか学園 〜京都・血風修学旅行〜
2015年5月14日 - 19日、アイアシアタートーキョーにおいて上演された。松井玲奈と横山由依のダブル主演。
キャスト
所属は上演当時のもの。
- ゲキカラ - 松井玲奈（SKE48 / 乃木坂46）[10]
- おたべ - 横山由依（AKB48）[10]
- ヘコ - 谷口めぐ（AKB48）[11]
- 近藤 - 中西智代梨（AKB48）[11]
- カミソリ - 小嶋真子（AKB48）[11]
- ガッツ - 田野優花（AKB48）[11]
- 土方 - 永尾まりや（AKB48）[11]
- サンカク - 大島涼花（AKB48）[11]
- ゾンビ - 大和田南那（AKB48）[11]
- オオイリ - 川本紗矢（AKB48）[11]
- ボテ - 高橋朱里（AKB48）[11]
- 沖田 - 岡田奈々（AKB48）[11]
- 瓜坊 - 西野未姫（AKB48）[11]
- サーノ - 武藤十夢（AKB48）[11]
- シンパチ - 飯野雅（AKB48）[11]
- ハジメ - 梅田綾乃（AKB48）[11]

### マジすか学園 〜Lost In The SuperMarket〜
2016年7月25日 - 8月5日、赤坂ACTシアターにおいて上演された。柏木由紀主演。ドラマ『マジすか学園5』から1年後の世界を描いている。
馬路須加女学園（通称：マジ女）と敵対する銀獅子会真壁組が、マジ女OGのブラックの信頼するスーパーマーケットのオーナーの土地を狙う。『マジすか学園5』での生き残りであるカタブツは、ブラックと師弟関係にある。

#### キャスト
所属は上演当時のもの、役名は舞台公式パンフレットによる。
馬路須加女学園
- ブラック - 柏木由紀（AKB48 / NGT48）
- ウーチン - 大島涼花（AKB48）
- カタブツ - 岡田奈々（AKB48）
- スキナシ - 小田えりな（AKB48）
- カマボコ - 小嶋真子（AKB48）
- オジュケン - 後藤萌咲（AKB48）
- ペリカン - 込山榛香（AKB48）
- CG - 佐々木優佳里（AKB48）
- イカノメ - 高橋朱里（AKB48）
- ウヴァル - 田野優花（AKB48）
- カンドレ - 中西智代梨（AKB48）
- ニシゴリ - 西野未姫（AKB48）
- テキサス - 野村奈央（AKB48）
- ハンナマ - 福岡聖菜（AKB48）
- ウテナ - 茂木忍（AKB48）
- オラキオ - 湯本亜美（AKB48）

銀獅子会真壁組
- マカベ - 飯野智司
- カマタリ - 小手伸也
- チアキ - 兼松若人

スーパーセキワケ
- キセノ - 西岡德馬

#### スタッフ
- 企画・原作 - 秋元康[15]
- 演出 - 茅野イサム[15]
- 脚本 - 御笠ノ忠次[15]

### 舞台版「マジムリ学園」
『マジムリ学園』の舞台化作品。小栗有以と岡田奈々のダブル主演。